# Réserve ornithologique de Lundleiret
La réserve ornithologique de Lundleiret est une réserve ornithologique norvégienne située dans la commune de Steinkjer, comté de Trøndelag, créée en 2003 afin de "protéger la vie des oiseaux et ses habitats dans un lieu où la terre et les eaux souterraines sont importantes, ainsi que la faune et la flore liées à cet environnement et aux oiseaux ". En 2014, le site est enregistré dans la  liste des sites ramsar norvégiens grâce à son inclusion dans le système de zones humides du Trondheimsfjord,.
La réserve se compose d'une étendue de vase, à environ 2 km à l'ouest du centre de Steinkjer. En dehors de la zone côtière se trouvent les îlots Gluggen et Loaskjæret. Lundleiret est une zone d'alimentation importante pour les mouettes, les échassiers et les canards. 134 espèces ont été observées. L'îlot de Gluggen est également un site de reproduction important, avec diverses espèces.